# Actinoptera brahma
Actinoptera brahma es una especie de insecto del género Actinoptera de la familia Tephritidae del orden Diptera.

## Historia
Ignaz Rudolph Schiner la describió científicamente por primera vez en el año 1868.